# すそのん
すそのんは、静岡県裾野市のマスコットキャラクター。富士山・すその水ギョーザをモチーフした妖精である。

## プロフィール
- 性別 = 妖精なので分からない
- 誕生日 = 2月23日（富士山の日）
- 住所 = 裾野市役所の地下の秘密基地。
- 好きな食べ物 = ギョーザやモロヘイヤ、いちごなど裾野の名物。
- 仕事 = すそのPR隊長
- 夢 = 富士山になること